# Knocking

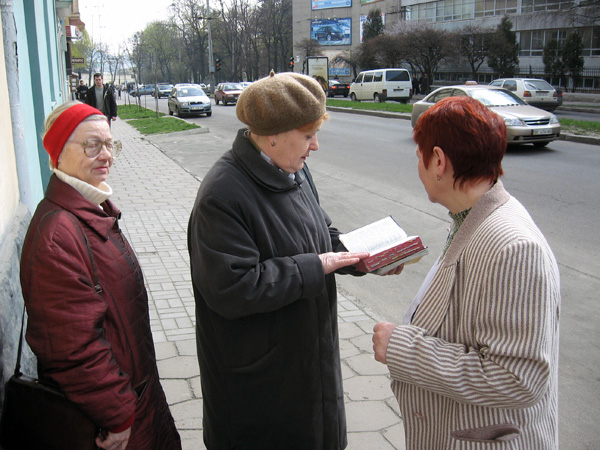
Testemunhas de Jeová na Rússia

Knocking (Batendo na Porta), é um documentário produzido nos EUA em 2006, disponível com legendas em espanhol ou português.
Knocking faz um análise de como as Testemunhas de Jeová enfrentaram a sociedade, além de bater de porta em porta. Dirigido por Joel P. Engardio e Tom Shepard, foca as liberdades civis conquistadas pelas Testemunhas de Jeová. O diretor do filme conta que sua mãe é uma Testemunha de Jeová.
Este filme foi baseado primeiramente em histórias de três Testemunhas de Jeová, e como suas vidas ilustram três ensinos fundamentais das Testemunhas de Jeová, que afetaram a sociedade de maneira surpreendente:
1. Práticas de serviço militar;
2. Transfusões de sangue e
3. Saudação à bandeira.

## História
Lillian Gobitas: Como uma menina na Pensilvânia, EUA e milhares de outras crianças Testemunhas de Jeová recusaram saudar a bandeira dos Estados Unidos, levantando uma controvérsia que levou a Suprema Corte dos Estados Unidos em 14 de junho de 1943 a decidir que a saudação obrigatória à bandeira era incoerente com a garantia da liberdade concedida pela própria constituição daquela nação.
Joseph Kempler: Um judeu que se converteu à fé das Testemunhas de Jeová após ter observado sua integridade dentro de campos de concentração durante a segunda guerra mundial.
Seth Thomas: Um jovem Testemunha de Jeová de 23 anos, que apesar do risco e da oposição de sua família não Testemunha, recusou transfusões de sangue durante uma cirurgia de transplante de fígado. Quando o tratamento foi rejeitado inicialmente pelo centro médico da universidade de Baylor de Texas, cirurgiões no centro médico do hospital da Universidade de Los Angeles, Califórnia concordaram em executar a operação, acreditando que essa pesquisa na medicina é necessária e deve ser explorado.
Lutando pelo seu direito de viver e de adorar porque assim escolheram, as Testemunhas de Jeová ganharam muitas vitórias legais que protegeram liberdades civis e a liberdade de escolha para todos os americanos e milhões em muitos outros países.
Recusando transfusões de sangue, mas insistindo no melhor cuidado médico disponível, arriscaram suas vidas na busca de novas alternativas médicas ao sangue, usadas agora em todos os tipos de pacientes.
Resistindo a Hitler e ao seu exército, as Testemunhas de Jeová na Alemanha Nazi foram encarceradas aos milhares em campos de concentração durante o Holocausto, à semelhança de outros grupos religiosos, sociais ou políticos.

## Prêmios e depoimentos
Knocking ganhou a concessão do júri como melhor documentário no Festival de filmes de 2006, em Dallas, EUA, e a concessão da assistência para o melhor documentário de 2006 em Indianápolis no Festival internacional de Filmes.
Foi apresentado em festivais de filmes dentro Trenton, New Jersey; en:East Lansing, Michigan; en:Flint, Michigan; Cleveland, Ohio; Reno, Nevada.
Knocking ganhou concessões dos seguintes Festivais:
- O melhor Documentário, concessão do Júri, 2006 - o Festival de Filme (Dallas)
- O melhor Documentário, concessão do Júri, 2006 - o Festival de filmes de Trenton (New-jersey)
- O melhor Documentário, concessão das audiências, 2006 - O Festival do primeiro e melhor filme internacional de Indianápolis;
- Concessão do Juri, seleção oficial internacional da filme de (New York), 2006;
- Festival internacional de filme de Cleveland, 2006.

"Fascinante e revelador. Knocking nos conduz ao mundo interior das
Testemunhas de Jeová de um modo absolutamente surpreendente e comovedor".
Anderson Cooper, CNN
"Uma cuidadosa versão de uma importante história, frequentemente ignorada, sobre questões essenciais nos Estados Unidos".
Jon Meacham, Editor de Newsweek
"Um documentário convincente. Knocking confirma o princípio que numa sociedade livre, a proteção da liberdade religiosa e o aprimoramento das liberdades individuais não precisam ser valores competitivos".
Anthony D. Romero, Diretor da União Americana das Liberdades Civis